# Deux cents nuits à l'heure
Deux cents nuits à l'heure est l'album issu d'une collaboration unique entre Serge Fiori et Richard Séguin, paru en 1978.

## Historique
Serge Fiori, leader du groupe Harmonium, et Richard Séguin, qui chante avec sa jumelle dans le groupe  Séguin, se connaissaient déjà depuis plusieurs années, ayant collaboré comme choristes sur l'album de Gilles Valiquette Valiquette est en ville en 1976. La même année, Séguin se dissout et Richard est invité comme choriste sur L'Heptade d'Harmonium. L'année suivante, Harmonium cesse aussi ses activités, laissant les deux artistes libres de travailler ensemble. Michel Rivard, ex-membre du groupe Beau Dommage, est aussi invité à s'associer à ce projet de disque mais celui-ci préfère quitter pour un séjour en Europe.
Le résultat donne un album à mi-chemin entre musique progressive et musique folk populaire de l'époque, chaque auteur-compositeur-interprète proposant deux chansons écrites au sein de leurs groupes précédents, et rajoutant trois nouvelles chansons écrites ensemble, chantées en duo. On retrouve plusieurs ex-membres d'Harmonium comme musiciens invités sur le disque, notamment Neil Chotem, Denis Farmer, Robert Stanley, Libert Subirana et Monique Fauteux. L'album connaît un fulgurant succès à sa sortie, s'écoulant à plus de 200 000 exemplaires. Un 45-tours a été publié avec la chanson Viens danser couplée à La Guitare des pays d'en haut .
Le duo de Fiori-Séguin ainsi que l'album remportèrent les premiers prix Félix décernés par l'ADISQ au tout premier Gala de l'ADISQ en 1979, dans les catégories Groupe de l'année, Disque de l'année / Auteur-compositeur-interprète et Microsillon de l'année.
L'album est sorti en format disque compact en 1991.

### Pochette
Sur une idée de Roberto Wilson, un ami du groupe, les deux auteurs sont habillés et maquillés en blanc devant le reste du groupe tous déguisés différemment (de Tintin à Mighty Mouse en passant par un agent de la GRC) dans un wagon de train.

### Réédition version XL
Le 28 mars 2018, Sony Music Canada annonce une édition spéciale 40e anniversaire intitulée Deux cents nuits à l'heure XL. Cette nouvelle version, mise en marché le 11 mai, est offerte en format disque compact, sur disque vinyle deluxe de 180 grammes et sur différentes plateformes numériques. Cette nouvelle version a été remasterisée à partir d'un nouveau transfert des bandes maîtresses originales. Fiori et Séguin se sont retrouvés ensemble en studio pour la première fois après quarante ans, accompagnés par l'ingénieur mastering Ryan Morey.

## Liste des chansons
La configuration des pistes est présentée telle qu'elle l'était sur l'album originel et la numérotation fait référence aux rééditions CD. Toutes les chansons sont signées Fiori-Séguin sauf indication contraire.

Face 1
1. Deux cents nuits à l'heure
2. Ça fait du bien
3. Illusion (Séguin)

Face 2
1. Viens danser (Fiori)
2. Chanson pour Marthe (Séguin)
3. La Moitié du monde (Fiori)
4. La Guitare des pays d'en haut

## Interprètes
- Serge Fiori : guitare acoustique 6 cordes et 12 cordes, guitare électrique 12 cordes, piano électrique Fender Rhodes, tambourin, chant
- Richard Séguin : guitare acoustique 12 cordes, chant
- Robert Stanley : guitare électrique 6 cordes
- Michel Dion : basse, basse fretless
- Neil Chotem : piano électrique
- Jeff Fisher : orgue, synthétiseur Minimoog
- Monique Fauteux : chœurs
- Libert Subirana : flûtes, saxophones
- Denis Farmer : batterie, cloche à vache, tambourin
- Pierre Cormier : percussions

## Seul ensemble
En 2019, les chansons Ça fait du bien et Viens danser sont retravaillées à partir des bandes maîtresses par Serge Fiori et Louis-Jean Cormier pour la bande-son du spectacle du cirque Éloize et publiées dans un album intitulé Seul ensemble.